# Marshall Rosenberg
Marshall Bertram Rosenberg (Canton, 6 de outubro de 1934 – Albuquerque, 7 de fevereiro de 2015) foi um psicólogo americano e autor do livro Comunicação Não-Violenta (CNV). Rosenberg desenvolveu a CNV para resolver conflitos, baseado nos métodos de terapia de Carl Rogers, com quem trabalhou junto. Marshall trabalhava realizando workshops em várias regiões diferentes para ensinar as pessoas a resolverem conflitos de maneira rápida e sem usar a violência.

## Biografia
Em 1961 obteve seu PHD em psicologia clínica pela Universidade de Wisconsin-Madison. No começo dos anos sessenta, em sintonia com o movimento dos direitos civis americano, Rosenberg começou a trabalhar como orientador educacional em escolas e universidades que abandonavam a segregação racial, processo este que não pôde ser chamado de transição pacífica. Durante este período tenso, porém frutífero, Rosenberg providenciava arbitragem e treinamento em técnicas comunicativas. Foi neste pano de fundo que desenvolveu um método comunicativo chamado Comunicação Não-Violenta (CNV).
A Comunicação Não-Violenta serve de guia resolução de conflitos em mais de 65 países ao redor do mundo, nos diversos continentes. A CNV também é aplicada no desenvolvimento de novos sistemas sociais, orientado em prol de parceria e o compartilhamento de poder, principalmente na área de educação, e também no caso de Círculos Restaurativos, prática de Justiça Restaurativa aplicada em mais que 11 países. Nos diversos exemplos sociais da aplicação de CNV encontra-se a prioridade de considerar os valores comuns entre todos, uma atitude baseada na empatia.
Antes de sua morte, Rosenberg viaja para mediar conflitos e levar programas de paz a regiões assoladas por guerras, como Sérvia - Croácia e Ruanda, mas o interessante é notar que sua estratégia serve também para apaziguar os combates verbais do nosso dia-a-dia.
Segundo Marshall Rosenberg, é na maneira como falamos e ouvimos os outros que está a chave para o problema das desavenças e discórdias.
O seguinte obituário foi publicado recentemente: ROSENBERG, MARSHALL B. DR. Dr. Marshall B. Rosenberg, 80, faleceu em paz, com a família a seu lado, em seu lar em Albuquerque, no dia 7 de fevereiro, após uma corajosa luta contra o câncer. Nascido em Canton, Ohio, em 6 de outubro de 1934, Marshall cresceu em Detroit e graduou-se pela Universidade de Michigan. Obteve seu PhD em Psicologia Clínica da Universidade de Wisconsin em 1961, onde encontrou seu amigo e mentor, o psicólogo Carl Rogers. Recebeu o grau de "Diplomate" do Conselho Americano de Examinadores em Psicologia em 1966. Marshall iniciou sua carreira profissional em Saint Louis, onde estabeleceu uma clínica bem sucedida. Seu desejo de por as pessoas acima dos ganhos financeiros, assim como sua curiosidade e o desejo de conhecer mais sobre as causas da violência que havia marcado suas experiências de juventude na Detroit urbana cedo o inspiraram a deixar a clínica particular. Marshall começou a trabalhar como motorista de táxi e a empregar seu tempo pesquisando meios novos e significativos pelos quais poderia aplicar seu treinamento profissional para reduzir formas variadas de violência e disseminar habilidades de pacificação. Sua pesquisa rapidamente se tornou na Comunicação Não-Violenta (CNV), um processo que facilita uma comunicação interpessoal mais intensa e cultiva o reconhecimento mútuo de necessidades afetivas profundas, levando a uma maior compaixão e à solução pacífica de conflitos. Marshall trabalhou próximo a ativistas dos direitos civis nos anos 1960, mediando conflitos entre estudantes em protesto e a administração das universidades, buscando a dessegregação pacífica de escolas públicas em regiões de longa tradição segregacionista. Seu trabalho nesse campo o motivou a fundar o Centro para a Comunicação Não-Violenta (CNVC), no qual atuou como Diretor de Atividades Educacionais. Sendo um professor dedicado, um pacificador e um líder visionário, Marshall promoveu oficinas de CNV e treinamentos intensivos internacionais para milhares de pessoas, em mais de 60 países. Marshall era apaixonado por seu trabalho e viajava para áreas devastadas pela guerra e para países com má situação econômica, oferecendo treinamento em CNV para promover a reconciliação e a solução pacífica das diferenças. Ele trabalhou incansavelmente com grupos de educadores, executivos, profissionais da saúde e da saúde mental, advogados, militares, prisioneiros, policiais e agentes penitenciários, clérigos, servidores públicos e com famílias. Marshall escreveu diversos livros e recebeu diversos prêmios em sua carreira.